# Distrikt Goyllarisquizga
Der Distrikt Goyllarisquizga liegt in der Provinz Daniel Alcides Carrión in der Region Pasco in Zentral-Peru. Der Distrikt wurde am 27. November 1944 gegründet. Er besitzt eine Fläche von 19,3 km². Beim Zensus 2017 wurden 1617 Einwohner gezählt. Im Jahr 1993 lag die Einwohnerzahl bei 962, im Jahr 2007 bei 2505. Die Distriktverwaltung befindet sich in der 4170 m hoch gelegenen Ortschaft Goyllarisquizga mit 1388 Einwohnern (Stand 2017). Goyllarisquizga liegt knapp 12 km östlich der Provinzhauptstadt Yanahuanca.

## Geographische Lage
Der Distrikt Goyllarisquizga liegt im Andenhochland im zentralen Osten der Provinz Daniel Alcides Carrión. Er besitzt eine Längsausdehnung in Nord-Süd-Richtung von knapp 7 km sowie eine maximale Breite von etwa 4,8 km.
Der Distrikt Goyllarisquizga grenzt im Süden, im Westen und im Norden an den Distrikt Chacayán sowie im Osten an den Distrikt Santa Ana de Tusi.